# Cortodera fraudis
Cortodera fraudis là một loài bọ cánh cứng trong họ Cerambycidae.